# Liste des conseillers départementaux des Côtes-d'Armor
Pour un article plus général, voir Conseil départemental des Côtes-d'Armor.
Depuis les élections de mars 2015, les conseillers généraux sont désormais appelés conseillers départementaux.

## Composition du Conseil départemental desCôtes-d'Armor
| Président du Conseil départemental   |       |       |      |         |
| Christian Coail (PS)                 |       |       |      |         |
| Parti                                | Sigle | Sigle | Élus | Groupes |
| Majorité (38 sièges)                 |       |       |      |         |
| Parti socialiste                     |       | PS    | 16   |         |
| Divers gauche                        |       | DVG   | 15   |         |
| Europe Écologie Les Verts            |       | EÉLV  | 3    |         |
| Parti communiste français            |       | PCF   | 2    |         |
| Génération.s                         |       | G.s   | 2    |         |
| Opposition (16 sièges)               |       |       |      |         |
| Divers droite                        |       | DVD   | 8    |         |
| Les Républicains                     |       | LR    | 5    |         |
| Union des démocrates et indépendants |       | UDI   | 3    |         |

## Liste des conseillers départementaux desCôtes-d'Armor
Dans le cadre de la réforme du mode de scrutin pour les élections départementales adoptée le 17 avril 2013, un redécoupage des cantons a été effectué. De ce fait, le nombre de cantons dans le département des Côtes d'Armor a été revu à la baisse : 27 au lieu de 52.
Le législateur poursuit la démarche initiée dès 2010 visant à garantir la parité hommes/femmes. Lors des élections de mars 2015 (date du premier renouvellement général des assemblées départementales suivant la publication du décret), les conseillers départementaux (anciennement appelés conseillers généraux) sont élus au scrutin majoritaire binominal mixte pour une période de 6 ans.
| Canton             | Conseillers              | Partis | Partis | Groupes |
| ------------------ | ------------------------ | ------ | ------ | ------- |
| Bégard             | Cinderella Bernard       |        | PCF    |         |
| Bégard             | Joël Philippe            |        | PS     |         |
| Broons             | Mickaël Chevalier        |        | UDI    |         |
| Broons             | Isabelle Goré-Chapel     |        | DVD    |         |
| Callac             | Christian Coaïl          |        | PS     |         |
| Callac             | Béatrice Le Couster      |        | DVG    |         |
| Dinan              | Brigitte Balay-Mizrahi   |        | UDI    |         |
| Dinan              | René Degrenne            |        | LR     |         |
| Guerlédan          | Céline Guillaume         |        | LR     |         |
| Guerlédan          | Hervé Le Lu              |        | DVD    |         |
| Guingamp           | Guillaume Louis          |        | PS     |         |
| Guingamp           | Anne-Marie Pasquiet      |        | DVG    |         |
| Lamballe-Armor     | Nathalie Travers Le Roux |        | PS     |         |
| Lamballe-Armor     | Robert Rault             |        | PS     |         |
| Lannion            | Marie-Annick Guillou     |        | EELV   |         |
| Lannion            | Patrice Kervaon          |        | PS     |         |
| Lanvallay          | Michel Daugan            |        | DVD    |         |
| Lanvallay          | Cécilia Guigui-Delaroche |        | DVD    |         |
| Loudéac            | Béatrice Boulanger       |        | LR     |         |
| Loudéac            | Romain Boutron           |        | LR     |         |
| Paimpol            | Gilles Pagny             |        | DVG    |         |
| Paimpol            | Véronique Cadudal        |        | PS     |         |
| Perros-Guirec      | Erven Léon               |        | DVD    |         |
| Perros-Guirec      | Marie-Louise Droniou     |        | DVD    |         |
| Plaintel           | Vincent Alleno           |        | DVG    |         |
| Plaintel           | Nadine L'Echelard        |        | DVG    |         |
| Plancoët           | Marie-Christine Cotin    |        | DVD    |         |
| Plancoët           | Michel Desbois           |        | DVD    |         |
| Plélo              | Gaëlle Routier           |        | DVG    |         |
| Plélo              | Pascal Prido             |        | DVG    |         |
| Plénée-Jugon       | Martine Pélan            |        | DVG    |         |
| Plénée-Jugon       | Didier Yon               |        | PS     |         |
| Pléneuf-Val-André  | Lisa Thomas              |        | DVG    |         |
| Pléneuf-Val-André  | Jean-René Carfantan      |        | DVG    |         |
| Plérin             | Jean-Marie Benier        |        | PS     |         |
| Plérin             | Nathalie Nowak           |        | EELV   |         |
| Pleslin-Trigavou   | Solenn Meslay            |        | DVG    |         |
| Pleslin-Trigavou   | Thierry Orveillon        |        | PS     |         |
| Plestin-les-Grèves | André Coënt              |        | PS     |         |
| Plestin-les-Grèves | Nadine Salou-Le Guen     |        | DVG    |         |
| Ploufragan         | Jean-Marc Dejoué         |        | PCF    |         |
| Ploufragan         | Christine Orain-Grovalet |        | G.s    |         |
| Plouha             | Valérie Rumiano          |        | LR     |         |
| Plouha             | Thierry Simelière        |        | UDI    |         |
| Rostrenen          | Alain Guéguen            |        | PS     |         |
| Rostrenen          | Marie-José Fercoq        |        | DVG    |         |
| Saint-Brieuc-1     | Damien Gaspaillard       |        | EELV   |         |
| Saint-Brieuc-1     | Juliana San Geroteo      |        | G.s    |         |
| Saint-Brieuc-2     | Nadège Langlais          |        | PS     |         |
| Saint-Brieuc-2     | Ludovic Gouyette         |        | DVG    |         |
| Trégueux           | Christine Métois-Le Bras |        | PS     |         |
| Trégueux           | Denis Hamayon            |        | PS     |         |
| Tréguier           | Pierrick Gouronnec       |        | PS     |         |
| Tréguier           | Graziella Segoni         |        | DVG    |         |